# ハートレー第2彗星
ハートレー第2彗星（ハートレーだい2すいせい、103P/Hartley）またはハートレイ第2彗星は、約6.5年周期で太陽に接近する木星族の短周期彗星である。
1986年にマルコム・ハートレーがオーストラリアのサイディング・スプリング天文台にあるUKシュミット望遠鏡にて発見した。直径は1.2 - 1.6キロメートル (0.75 - 0.99 mi)と推測されている。探査機ディープ・インパクトの延長ミッションであるEPOXI（エポキシ）計画の一環としてフライバイの対象になり、同探査機は2010年11月4日にハートレー第2彗星に700キロメートル (430 mi)まで近づいた。

## 特性
2008年のスピッツァー宇宙望遠鏡による観測では、彗星の核の半径は 0.57 ± 0.08 km、アルベドは0.028である。彗星の質量は最大で 3×1011 kg と推定される。彗星は将来、壊滅的な粉砕や核の崩壊が起こらず、現在の質量の減り方が維持されれば、27世紀までに100回出現するはずである。
2010年の接近の際にアレシボ天文台のレーダーにて観測した結果、彗星の核は非常に細長く、18時間で回転していることがわかった。エポキシ計画のプロジェクトマネージャーのティム・ラーソンは、彗星の核について「ボウリングのピンとピクルスの間のような形だ」と表現している。
地球の軌道の近傍を通過したにもかかわらず、これを起源とする流星群については未だに観測されていない。しかし、将来的には観測される可能性がある。ハートレー第2彗星の直近の接近の際に出たチリの帯は地球の軌道付近を行き来する。そして1979年に出たチリの帯が、2062年もしくは2068年に観測されると予想されている。
2011年、ハーシェル宇宙望遠鏡による彗星本体及びコマの観測の結果、彗星の水素の同位体比が地球の海水における水素の比率と非常に近いことが判明し、地球の水の由来について一石を投じている。

## 2010年の接近
彗星は2010年10月1日にカシオペヤ座のNGC281の近くを通過した。10月7日の新月の夜から10月14日までの間に、ペルセウス座の二重星団（散開星団）の近くを通過した。10月20日に地球に0.12auまで近づき、10月28日に近日点を通過した。この接近により、月の光に邪魔されなければ、11月上旬までは真夜中にぎょしゃ座の散開星団群の近くで見えたであろう。その際には双眼鏡を使用すれば観測の助けになったであろう。

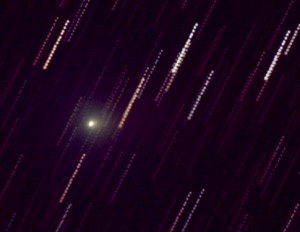
2010年10月6日、4インチの望遠鏡で撮影したハートレー第2彗星。
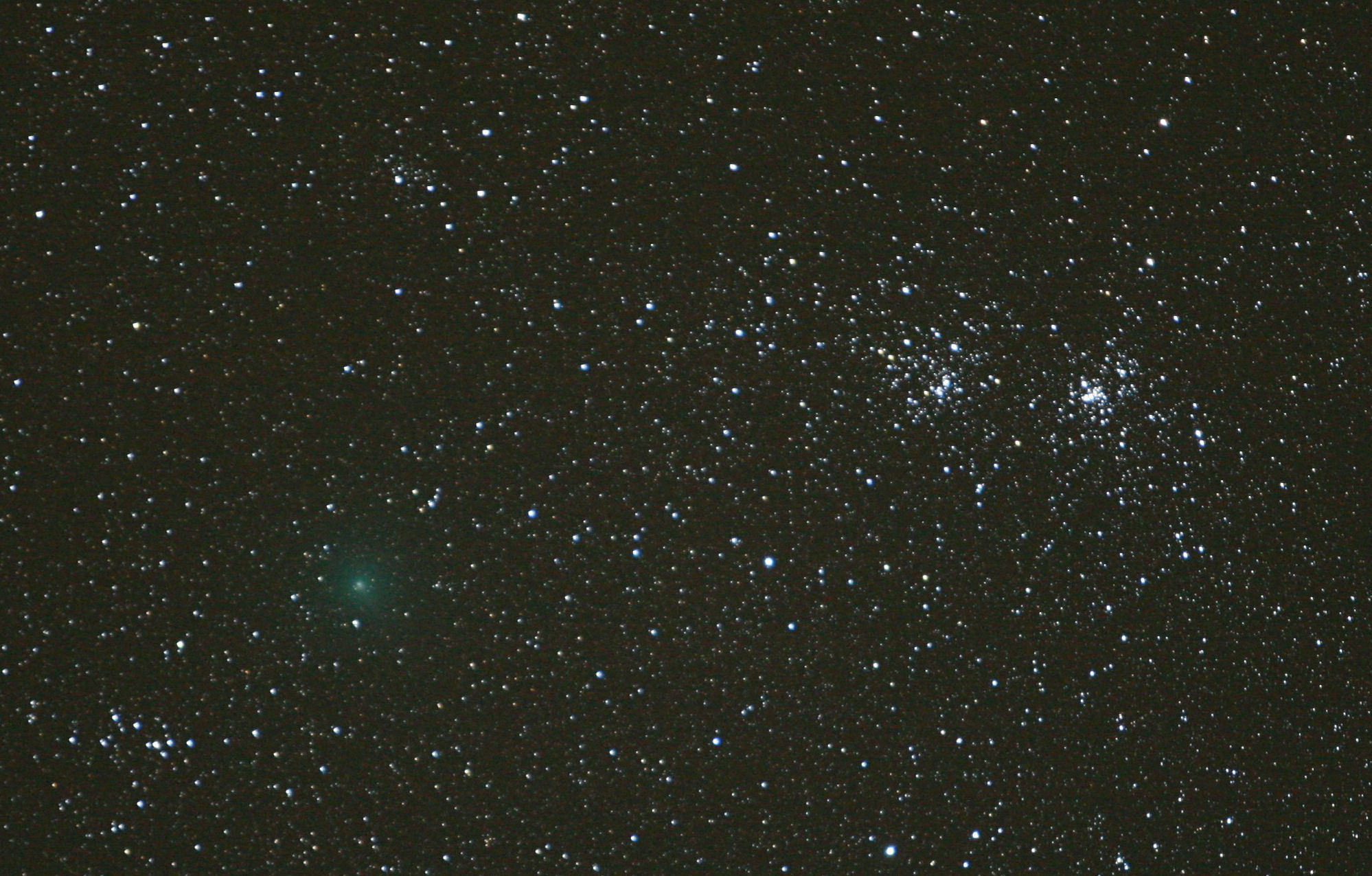
2010年10月9日、二重星団の近くを進むハートレー第2彗星
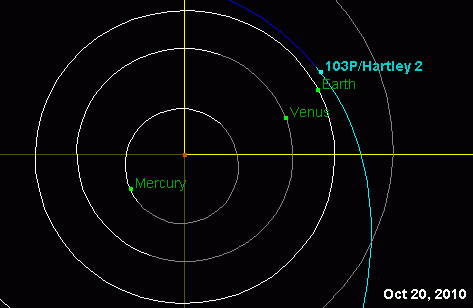
2010年10月20日、ハートレー第2彗星は地球から0.12AUの地点にまで近づいた。

## ディープ・インパクトのフライバイ
2005年にテンペル第1彗星を撮影した探査機ディープ・インパクトは、今度はハートレー第2彗星の観測に利用された。元々の計画ではボーティン彗星（85P/Boethin）をフライバイする予定であったが、ボーティン彗星は1986年以降観測されたことがなく、フライバイをするために必要な精度で軌道を計算できなかった。NASAは探査機の目標をハートレー第2彗星に切り替え、2010年11月4日にフライバイして撮影を行った。

## 日本語での読み方
"Hartley"の日本語表記にはハートレーのほか、「ハートリー」、「ハートレイ」がある。英語での発音に最も近いのは2番目だとされるが、彗星に関しては一般的に1番目または3番目が用いられている。国立天文台のウェブサイトでは3番目の「ハートレイ」、日本のマスコミや科学雑誌ナショナル ジオグラフィックの日本語版サイトなどでは1番目の「ハートレー」が用いられている。